# Stradbroke
Stradbroke – wieś w Anglii, w hrabstwie Suffolk, w dystrykcie Mid Suffolk. Leży 30 km na północ od miasta Ipswich i 132 km na północny wschód od Londynu. Miejscowość liczy 1250 mieszkańców.